# 毛利幸松丸
毛利幸松丸（1515年－1523年8月25日）是日本戰國時代人物。安藝國國人毛利氏當主。父親是毛利興元。母親是高橋久光（或高橋元光）的女兒。

## 生平
在永正十二年（1515年）出生，家中嫡男。永正十三年（1516年）八月廿五日，因父親興元病逝，幸松丸以2歳之齡繼任家督。而政務則交由後見役‧叔父毛利元就和外祖父高橋久光處理。初時久光的發言力比較強，不過在久光戰死後則由元就掌握實權。
大永三年（1523年）六月，出雲國的尼子經久以亀井秀綱為先鋒入侵安藝國，同時要求毛利氏當主幸松丸隨軍出征。毛利氏應經久要求，由元就陪同幸松丸出征，參與了攻打大內氏要衝鏡山城的攻略戰（鏡山城之戰）。六月廿八日，鏡山城陷落。不幸的是，在凱旋回程的途中，幸松丸發病，於同年七月十五日病逝，享年9歲。關於發病原因，有一種說法是，因幸松丸不願意參加敵將的首實檢，結果卻被家臣們強行帶去檢視首級，幸松丸在看到屍首後受到衝擊，因此發病而亡。
隨著幸松丸的去世，毛利氏的重臣們開始討論下一任當主的問題。雖然也有少數重臣支持相合元綱，但大多數重臣決定擁立毛利元就。元就被毛利氏的家臣團迎至吉田郡山城，並於同年八月十日繼承了毛利氏的家督。
此外，幸松丸的屋敷跡被改建為毛利興元的菩提寺秀岳院，並在其境內建有興元與幸松丸父子的墓所。秀岳院在江戶時代遷移至長門國萩，並在明治時代被廢寺，但興元與幸松丸的墓在明治二年（1869年）被改葬至毛利元就墓所的下段，即現在的位置。

## 異說
一說幸松丸有可能是被元就一派暗殺。幸松丸的母方親戚高橋氏和毛利氏不一定是友好的關係，在高橋興光繼承高橋家督時就被元就以計略挑動，遭到其叔父高橋盛光謀反，最終導致一族滅亡。還有幸松丸的外祖父高橋久光的死亡亦存在著許多可疑之處，殺害久光的三吉氏與毛利氏在後來成為姻親。因此擁有高橋氏血統的幸松丸被暗殺的可能性亦不無可能。再者，石見銀山的守將、後來被毛利元就滅族的本城常光與高橋久光、高橋盛光等人有親戚關係。

## 出處
1. ↑  時山弥八編（1916）
2. ↑  小和田哲男（1996）P.28
3. ↑  毛利元就卿傳（1984）P.69
4. ↑  毛利元就卿傳（1984）P.48
5. ↑  安藝高田市歴史民俗博物館（2016）P.23